# Samuel Garman
Samuel Walton Garman (ur. 1843 – zm. 1927) – amerykański naturalista, zoolog z Pensylwanii. Studiował u Louisa Agassiza. W 1868 dołączył do ekspedycji na zachód Ameryki z Johnem Wesleyem Powellem. Był przyjacielem naturalisty Edwarda Drinkera Cope, z którym regularnie korespondował. W 1872 towarzyszył mu w wyprawie, mającej na celu poszukiwanie skamieniałości w Wyoming. W 1873 został asystentem dyrektora herpetologii i ichitiologii w Museum of Comparative Zoology przy Harvard University. Jego prace dotyczyły głównie klasyfikacji ryb, zwłaszcza rekinów, ale także gadów i płazów.